# Абзелиловский район
Абзели́ловский райо́н (баш. Әбйәлил районы) — административно-территориальная единица (район) и муниципальное образование (муниципальный район) в её границах под наименованием муниципальный район Абзелиловский район (баш. Әбйәлил районы муниципаль районы) в составе Республики Башкортостан Российской Федерации.
Административный центр — село Аскарово.

## География
Район расположен в центральной части Башкирского Зауралья и на восточных склонах Южного Урала. Площадь его территории составляет 4,3 тыс. км². Половина территории района покрыта лесом, протекают реки Большой и Малый Кизил, Янгелька, берёт начало Сакмара, расположены 33 озера. По району проходят хребты Уралтау и Ирендык, продолжением которого является хребет Крыктытау, возвышающийся на 600-1000 м над уровнем моря (высшая точка — гора Караташ (1118 м).
- Водопад Могак
- Крыктытау

Озеро Банное (Яктыкуль, Мауызды) является самым глубоким в Башкортостане (28 м). Солёное озеро (Мулдаккуль, Тозлокуль) до опреснения служило источником сапропелевых илистых грязей. Оба озера республиканские памятники природы с 1965 года. В последние годы к ним добавилось ещё 9 природных объектов. Окрестности озера Мауызды (Яктыкуль, Банного) объявлены курортной зоной. Здесь расположен горнолыжный центр «Металлург-Магнитогорск» ПАО «Магнитогорский металлургический комбинат». На озере Солёном (Мулдаккуль, Тозлокуль) находится единственный рыбопитомник в Башкирском Зауралье.
Самым древним (около 200-100 тыс. лет) археологическим памятником на Урале считается стоянка первобытных людей Урта-Тубе (Мысовая) на берегу озера Карабалыкты (Ташбулатово).

## История
По предположению И. В Антонова крупный башкирский феодал Муйтен-бий мог ездить к Бату-хану за ярлыком, ставка которого находилась на горе Ханкала. На территории современного Абзелиловского района.
Район образован 20 августа 1930 года, когда, согласно постановлению Президиума ВЦИК, было ликвидировано разделение Башкирской Автономной ССР на кантоны и были созданы 48 районов. 
В 1954 году район должен был войти в состав так и не образованной Магнитогорской области. 
Абзелиловский район богат полезными ископаемыми. Рассыпное золото добывали до 1950-х годов. Во время Великой Отечественной войны на Кусимовском, Елембетовском и Ниязгуловском рудниках добывали марганец для Магнитогорского металлургического комбината. С 1999 года возобновлены работы по добыче меди в месторождении Бакр-Узяк. Район также богат мрамором, яшмой, известняком, имеются хромиты, медный колчедан.

## Население
| 1939    | 1959    | 1968    | 1970    | 1979    | 1989    | 2002    | 2008    | 2009    |
| ------- | ------- | ------- | ------- | ------- | ------- | ------- | ------- | ------- |
| 33 128  | ↗35 538 | ↗36 750 | ↗39 545 | ↘37 902 | ↗38 856 | ↗43 262 | ↗44 979 | ↗45 296 |
| 2010    | 2012    | 2013    | 2014    | 2015    | 2016    | 2017    | 2019    | 2021    |
| ↗45 551 | ↘45 484 | ↘45 227 | ↘45 042 | ↘44 795 | ↗44 888 | ↗44 962 | ↗45 037 | ↗45 300 |

Согласно прогнозу Минэкономразвития России, численность населения будет составлять:
- 2024 год — 47,2 тыс. чел.,
- 2035 год — 49,58 тыс. чел.

### Национальный состав
Согласно Всероссийской переписи населения 2010 года: башкиры — 88 %, русские — 8,4 %, татары — 1,6 %, лица других национальностей — 2,2 %.
По итогам переписи населения 2020 года проживали следующие национальности (национальности менее 0,1 % и другое см. в сноске к строке «Другие»):
| Национальность | Численность, чел. | Доля     |
| -------------- | ----------------- | -------- |
| Башкиры        | 41 209            | 90,97 %  |
| Русские        | 3115              | 6,88 %   |
| Татары         | 479               | 1,06 %   |
| Казахи         | 79                | 0,17 %   |
| Другие         | 418               | 0,92 %   |
| Итого          | 45 300            | 100,00 % |

### Языковой состав
Согласно Всероссийской переписи населения 2010 года родными языками населения являлись:
башкирский — 88,2 %, русский — 10 %, татарский — 1,1 %.
Согласно Всероссийской переписи населения 2020 года родными языками населения являлись:
башкирский — 91 %, русский — 7,6 %, татарский — 0,7 %.

## Административно-территориальное деление
В Абзелиловский район как административно-территориальную единицу республики входит 15 сельсоветов.
В одноимённый муниципальный район в рамках местного самоуправления входит 15 муниципальных образований со статусом сельского поселения:
| №     | Муниципальное образование  | Административный центр | Количество населённых пунктов | Население (чел.) | Площадь (км²) |
| ----- | -------------------------- | ---------------------- | ----------------------------- | ---------------- | ------------- |
| 1e-06 | Сельское поселение         |                        |                               |                  |               |
| 1     | Альмухаметовский сельсовет | село Целинный          | 9                             | ↘2637            |               |
| 2     | Амангильдинский сельсовет  | село Амангильдино      | 5                             | ↗2238            |               |
| 3     | Аскаровский сельсовет      | село Аскарово          | 6                             | ↗9326            |               |
| 4     | Баимовский сельсовет       | село Баимово           | 10                            | ↘3579            |               |
| 5     | Бурангуловский сельсовет   | село Бурангулово       | 6                             | ↘1249            |               |
| 6     | Гусевский сельсовет        | село Гусево            | 6                             | ↗2482            |               |
| 7     | Давлетовский сельсовет     | село Давлетово         | 4                             | ↗1934            |               |
| 8     | Кирдасовский сельсовет     | село Кирдасово         | 2                             | →699             |               |
| 9     | Краснобашкирский сельсовет | село Красная Башкирия  | 4                             | ↘3877            |               |
| 10    | Равиловский сельсовет      | село Ишкулово          | 5                             | ↘2310            |               |
| 11    | Ташбулатовский сельсовет   | село Ташбулатово       | 11                            | ↘3909            |               |
| 12    | Таштимеровский сельсовет   | село Михайловка        | 9                             | ↗4060            |               |
| 13    | Халиловский сельсовет      | село Халилово          | 6                             | ↘2654            |               |
| 14    | Хамитовский сельсовет      | село Хамитово          | 3                             | ↗872             |               |
| 15    | Янгильский сельсовет       | село Янгельское        | 5                             | ↘3064            |               |

### Населённые пункты
| №  | Населённый пункт                     | Тип             | Население | Муниципальное образование  |
| -- | ------------------------------------ | --------------- | --------- | -------------------------- |
| 1  | Абдулгазино                          | деревня         | ↘295      | Амангильдинский сельсовет  |
| 2  | Абдулмамбетово                       | деревня         | ↘576      | Халиловский сельсовет      |
| 3  | Абзелилово                           | деревня         | ↗496      | Таштимеровский сельсовет   |
| 4  | Авняш                                | деревня         | ↗399      | Янгильский сельсовет       |
| 5  | Айгырбаткан                          | хутор           | ↘30       | Аскаровский сельсовет      |
| 6  | Альмухаметово                        | деревня станции | ↘396      | Альмухаметовский сельсовет |
| 7  | Альмухаметово                        | деревня         | ↘659      | Альмухаметовский сельсовет |
| 8  | Амангильдино                         | село            | ↘651      | Амангильдинский сельсовет  |
| 9  | Аскарово                             | село            | ↗9208     | Аскаровский сельсовет      |
| 10 | Аслаево                              | деревня         | ↘397      | Баимовский сельсовет       |
| 11 | Атавды                               | деревня         | ↗614      | Янгильский сельсовет       |
| 12 | Аумышево                             | деревня         | ↘107      | Таштимеровский сельсовет   |
| 13 | Ахметово                             | деревня         | ↘145      | Кирдасовский сельсовет     |
| 14 | Аюсазово                             | деревня         | ↗205      | Ташбулатовский сельсовет   |
| 15 | Баимово                              | село            | ↘1015     | Баимовский сельсовет       |
| 16 | Биккулово                            | деревня         | ↗292      | Ташбулатовский сельсовет   |
| 17 | Большегабдиново                      | деревня         | ↘180      | Баимовский сельсовет       |
| 18 | Борисово                             | деревня         | ↘60       | Гусевский сельсовет        |
| 19 | Булатово                             | деревня         | ↘155      | Альмухаметовский сельсовет |
| 20 | Бурангулово                          | село            | ↘773      | Бурангуловский сельсовет   |
| 21 | Верхнее Абдряшево                    | деревня         | ↘458      | Альмухаметовский сельсовет |
| 22 | Геологоразведка                      | деревня         | ↗350      | Ташбулатовский сельсовет   |
| 23 | Гусево                               | село            | ↘1102     | Гусевский сельсовет        |
| 24 | Давлетово                            | село            | ↘941      | Давлетовский сельсовет     |
| 25 | Давлетшино                           | деревня         | ↘168      | Равиловский сельсовет      |
| 26 | Даутово                              | деревня         | ↗352      | Аскаровский сельсовет      |
| 27 | Деревня Самарского отделения совхоза | деревня         | ↘510      | Краснобашкирский сельсовет |
| 28 | Елимбетово                           | деревня         | ↘371      | Таштимеровский сельсовет   |
| 29 | Еникеево                             | деревня         | ↘293      | Баимовский сельсовет       |
| 30 | Зелёная Поляна                       | деревня         | ↗136      | Ташбулатовский сельсовет   |
| 31 | Идяш-Кускарово                       | деревня         | ↗203      | Гусевский сельсовет        |
| 32 | Искаково                             | деревня         | ↘178      | Бурангуловский сельсовет   |
| 33 | Искужино                             | деревня         | ↘145      | Равиловский сельсовет      |
| 34 | Ишбулдино                            | деревня         | ↗539      | Халиловский сельсовет      |
| 35 | Ишкильдино                           | деревня         | ↗234      | Бурангуловский сельсовет   |
| 36 | Ишкулово                             | село            | ↘1257     | Равиловский сельсовет      |
| 37 | Казмашево                            | деревня         | ↘538      | Амангильдинский сельсовет  |
| 38 | Калмаково                            | деревня         | ↘22       | Халиловский сельсовет      |
| 39 | Кирдасово                            | село            | ↘656      | Кирдасовский сельсовет     |
| 40 | Красная Башкирия                     | село            | ↗2435     | Краснобашкирский сельсовет |
| 41 | Крутой Лог                           | кордон          | →0        | Хамитовский сельсовет      |
| 42 | Кужаново                             | деревня         | ↘256      | Таштимеровский сельсовет   |
| 43 | Кулукасово                           | деревня         | ↘77       | Аскаровский сельсовет      |
| 44 | Кусимово                             | деревня         | ↗419      | Ташбулатовский сельсовет   |
| 45 | Кусимовского Рудника                 | село            | ↗342      | Ташбулатовский сельсовет   |
| 46 | Кушеево                              | деревня         | ↘374      | Давлетовский сельсовет     |
| 47 | Майгашта                             | деревня         | ↘234      | Бурангуловский сельсовет   |
| 48 | Махмутово                            | деревня         | ↘584      | Халиловский сельсовет      |
| 49 | Михайловка                           | село            | ↗1103     | Таштимеровский сельсовет   |
| 50 | Муракаево                            | деревня         | ↗329      | Баимовский сельсовет       |
| 51 | Нижнее Абдряшево                     | деревня         | ↘67       | Альмухаметовский сельсовет |
| 52 | Ниязгулово                           | деревня         | ↘168      | Ташбулатовский сельсовет   |
| 53 | Новобалапаново                       | деревня         | ↘417      | Баимовский сельсовет       |
| 54 | Озёрное                              | деревня         | ↗595      | Краснобашкирский сельсовет |
| 55 | Первомайский                         | деревня         | ↗362      | Янгильский сельсовет       |
| 56 | Покровка                             | деревня         | ↗226      | Краснобашкирский сельсовет |
| 57 | Равилово                             | деревня         | ↘494      | Равиловский сельсовет      |
| 58 | Рахметово                            | деревня         | ↘341      | Баимовский сельсовет       |
| 59 | Рыскужино                            | деревня         | ↘453      | Амангильдинский сельсовет  |
| 60 | Саиткулово                           | деревня         | ↗146      | Бурангуловский сельсовет   |
| 61 | Салаватово                           | деревня         | ↗323      | Таштимеровский сельсовет   |
| 62 | Салават-совхоз                       | хутор           | ↘1        | Бурангуловский сельсовет   |
| 63 | Самарское                            | деревня         | ↘197      | Таштимеровский сельсовет   |
| 64 | Северный                             | деревня         | ↘292      | Альмухаметовский сельсовет |
| 65 | Селивановский                        | деревня         | ↘188      | Давлетовский сельсовет     |
| 66 | Старобалапаново                      | деревня         | ↗264      | Баимовский сельсовет       |
| 67 | Сухое Озеро                          | деревня станции | ↘14       | Альмухаметовский сельсовет |
| 68 | Таксырово                            | деревня         | ↘398      | Гусевский сельсовет        |
| 69 | Тал-Кускарово                        | деревня         | ↘464      | Гусевский сельсовет        |
| 70 | Ташбулатово                          | село            | ↗1277     | Ташбулатовский сельсовет   |
| 71 | Таштимерово                          | деревня         | ↘382      | Таштимеровский сельсовет   |
| 72 | Таштуй                               | деревня         | ↗491      | Янгильский сельсовет       |
| 73 | Теляшево                             | деревня         | ↘105      | Ташбулатовский сельсовет   |
| 74 | Тепяново                             | деревня         | ↘316      | Равиловский сельсовет      |
| 75 | Тирмен                               | деревня         | ↗13       | Аскаровский сельсовет      |
| 76 | Туишево                              | деревня         | ↘475      | Баимовский сельсовет       |
| 77 | Тупаково                             | деревня         | ↗718      | Таштимеровский сельсовет   |
| 78 | Улянды                               | деревня         | ↘82       | Ташбулатовский сельсовет   |
| 79 | Уральский                            | деревня         | ↘77       | Альмухаметовский сельсовет |
| 80 | Утяганово                            | деревня         | ↘447      | Амангильдинский сельсовет  |
| 81 | Халилово                             | село            | ↘1117     | Халиловский сельсовет      |
| 82 | Хамитово                             | село            | ↘676      | Хамитовский сельсовет      |
| 83 | Хусаиново                            | деревня         | →23       | Халиловский сельсовет      |
| 84 | Целинный                             | село            | ↘1404     | Альмухаметовский сельсовет |
| 85 | Шарипово                             | деревня         | ↘241      | Хамитовский сельсовет      |
| 86 | Юлдашево                             | деревня         | ↘340      | Гусевский сельсовет        |
| 87 | Яйкарово                             | деревня         | ↘157      | Баимовский сельсовет       |
| 88 | Якты-Куль                            | деревня         | ↘418      | Ташбулатовский сельсовет   |
| 89 | Янгельское                           | село            | ↗1332     | Янгильский сельсовет       |
| 90 | Янги-Аул                             | деревня         | ↘311      | Давлетовский сельсовет     |
| 91 | Ярлыкапово                           | деревня         | ↘54       | Аскаровский сельсовет      |

## Экономика
Основу экономики района составляют молочно-мясное производство, разведение лошадей, выращивание зерновых и технических культур. Сельхозугодия занимают 206 тыс. га. В районе работают 13 муниципально-унитарных и акционерных предприятий, 200 крестьянских и фермерских хозяйств.
Лидером агропрома Абзелиловского района является СПК «Красная Башкирия»
Гослесфонд занимает 162 тыс. га. В районе находится санаторий «Якты-Куль», образованный в 1958 году на базе первого дома отдыха Магнитогорского металлургического комбината, переданного в дар властям Башкирской АССР.
Ключевую роль в экономике района в последние годы определяет санаторно-курортный холдинг «ММК-Курорт» ПАО «Магнитогорский металлургический комбинат». Так, в начале 2000-х годов на Банном озере построен уникальный горнолыжный центр (ГЛЦ) с подъёмником гондольного типа «Металлург-Магнитогорск», в зимнее время принимающий до 5000 человек в день. ГЛЦ имеет ресторан «Горное ущелье» на вершине горы Кара-Таш. Неподалёку располагается санаторий «Юбилейный», также принадлежащий ПАО «ММК», в котором Дмитрий Медведев, в ранге главы кремлёвской администрации, проводил совещание с уральскими губернаторами. Не меньшую известность имеет детский санаторий «Уральские зори» ЧУДО «Детский образовательно-оздоровительный комплекс ПАО «ММК», успешно внедряющий высокоэффективные воспитательные программы, в том числе программы быстрого изучения английского языка. Старейшим в районе является ДОЦ «Горное ущелье», также принадлежащий ЧУДО «ДООК ПАО «ММК». В последние годы этот детский центр стал местом расположения Южно-Уральской резиденции Деда Мороза, в популяризации которой, помимо хозяев, принимает участие магнитогорская компания «Турпросвет». В дом отдыха «Берёзки» круглогодично приезжают отдыхать семьи магнитогорцев, жителей Башкортостана, Южноуралья, Оренбуржья и гости из центральной России, Западной Сибири, Урала, Поволжья и Казахстана. В 2017 году дом отдыха продан ПАО «Магнитогорский металлургический комбинат» в государственную собственность Республики Башкортостан и вошёл в состав санатория «Якты-Куль», который, в свою очередь, возник в первые послевоенные годы как первый дом отдыха Магнитогорского металлургического комбината, возникший по инициативе легендарного директора ММК, Г. И. Носова.
В августе 2020 года Русская медная компания начала геологоразведку Салаватского медно-порфирового месторождения на склонах горной цепи Крыктытау, запасы месторождения предположительно составляют до 992,6 тыс. т металла.. Однако, после общественного протеста и обращения местной администрации к РМК работы были приостановлены и в дальнейшем прекращены. Тем не менее, руководство Башкортостана считает добычу меди на Крыктытау возможной в будущем.

## Транспорт
Район пересекают железная и автомобильные дороги республиканского значения, на его территории расположен аэропорт Магнитогорск, находящийся в подчинении одноимённого города (анклав Челябинской области вместе с автодорогой 75К-570 Магнитогорск — аэропорт являющиеся собственностью Челябинской области). Имеются три железнодорожные станции.
По железнодорожной ветке Магнитогорск — Карламан через Абзелиловский район проходят поезд № 676/675 Уфа — Сибай с прицепными вагонами Магнитогорск — Москва и поезд № 345/346 Нижневартовск — Адлер.
В начале XXI века из Аскарово построена прямая асфальтированная дорога в Белорецк через хребет Урал-Тау, выходящая к селу Серменеву Белорецкого района и далее следующая до развилки автодорог 80К-031 Уфа — Инзер — Белорецк и 90К-026 Стерлитамак — Белорецк — Магнитогорск. По этой трассе, не заходя в Белорецк, курсируют автобусы сообщением Баймак — Уфа.

## Социальная сфера
В районе действуют 32 средних, 6 основных, 36 малокомплектных школ, детский дом, профессиональное училище, физкультурно-оздоровительный комплекс «Батыр» с бассейном, ДЮСШ, дом детского народного творчества, станция юных техников, 38 дошкольных учреждений, центральная районная и 7 участковых больниц, 60 фельдшерско-акушерских пунктов, районный дом культуры и 49 сельских домов культуры и клубов, центральная районная библиотечная система с 33 филиалами, школа искусств с 4 филиалами, 3 музыкальные школы, кинотеатр.

## Средства массовой информации
- Социально-информационный портал Абзелиловского района. abzelil102.narod.ru. Дата обращения: 18 апреля 2020. Архивировано 20 февраля 2020 года.[53];
- ГУП РБ РИК «Искра» (Газета «Абзелил» на русском языке, «Оскон» на башкирском).

## Достопримечательности
- Районный историко-краеведческий музей.
- Дом-музей Героя Советского Союза генерала Т. Т. Кусимова.
- Дельта-парадром «Аскарово».
- Производство кумыса.
- Физкультурно-оздоровительный комплекс в с. Аскарово (24 х 40,3 м).
- Горнолыжная трасса в с. Аскарово.
- Горнолыжный центр «Металлург-Магнитогорск» в окрестностях озера Мауызды (Яктыкуль, Банное).
- Конно-спортивный комплекс в с. Аскарово.
- Яшма кусимовская.
- Санаторий «Якты-Куль».
- Динопарк «Динозаврик». www.bashinform.ru. Дата обращения: 18 апреля 2020. Архивировано 27 января 2020 года..
- ДОЦ «Горное ущелье» — «уральский «Артек».

## Археология
На стоянке Курузак-2 в глубоком ущелье восточного склона хребта Крыктытау в узкой щели на горизонтальной плите было обнаружено изображение птицы, вырезанное металлическим инструментом. Петроглиф стилистически близок бронзовым птицевидным идолам эпохи раннего железа Урала и Западной Сибири.